# Хасэгава, Хироки (кёрлингист)
Хиро́ки Хасэга́ва (также известен как Хиро́си Хасэга́ва) — японский кёрлингист.
В составе смешанной сборной Японии серебряный призёр чемпионата мира (2024) года. В составе мужской сборной ветеранов Японии участник чемпионата мира 2011) года (заняли тринадцатое место).
В «классическом» кёрлинге (команда из четырёх человек одного пола) в основном играет на позициях третьего и второго.

## Достижения
- Чемпионат мира по кёрлингу среди смешанных команд: серебро (2024).

## Команды
| Сезон                                               | Четвёртый      | Третий          | Второй          | Первый            | Запасной                                   | Турниры              |
| --------------------------------------------------- | -------------- | --------------- | --------------- | ----------------- | ------------------------------------------ | -------------------- |
| 2010—11                                             | Nobuyuki Kato  | Junichi Ishida  | Keiji Kakuta    | Hisashi Ikuta     | Хироси Хасэгава                            | ЧМВ 2011 (13 место)  |
| 2019—20                                             | Kantaro Kawano | Kazuki Matsuoka | Хироки Хасэгава | Yusuke Yamashita  | тренер: Syun Takahashi                     | ЧЯМ 2020 (9 место)   |
| 2023—24                                             | Kishiro Kyo    | Хироки Хасэгава | Takumi Ozawa    | Kentaro Hashimoto |                                            | [ 3 ]                |
| Кёрлинг среди смешанных команд (mixed curling)      |                |                 |                 |                   |                                            |                      |
| 2024—25                                             | Сюн Итицубо    | Хинако Хасэ     | Хироки Хасэгава | Тихиро Токоёда    |                                            | ЧМСК 2024            |
| Кёрлинг среди смешанных пар (mixed doubles curling) |                |                 |                 |                   |                                            |                      |
| 2023—24                                             | Noriko Okuda   | Хироки Хасэгава |                 |                   | тренеры: Hirotaka Ishiguro, Shimoji Takuma | ЧЯСП 2024 (13 место) |

(скипы выделены полужирным шрифтом)